# Zahumsko sedlo
Zahumsko sedlo je planinski prijevoj u Bosni i Hercegovini.
Jedan je od viših cestovnih prijevoja u BiH, a nalazi se na 1225 metara nadmorske visine. Zahumsko sedlo smjestilo se na oko dvadesetom kilometru regionalne ceste R-418 Tomislavgrad–Prozor-Rama.
Zahumsko sedlo predstavlja vododjelnicu između glavnih slivnih područja Neretve i Cetine s dijelom sliva Krke.